# کی.دی. سینگ
کی. دی. سینگ (انگلیسی: K. D. Singh; زاده ۲ فوریهٔ ۱۹۲۲ – درگذشته ۲۷ مارس ۱۹۷۸) بازیکن هاکی روی چمن اهل هند بود که به‌همراه تیم ملی هاکی روی چمن مردان هند به قهرمانی بازی‌های المپیک تابستانی ۱۹۴۸ و ۱۹۵۲ دست پیدا کرده‌است.